# Juozas Tūbelis
Juozas Tūbelis (ur. 9 kwietnia 1882 w Ilgalaukis k. Rakiszek, zm. 30 września 1939 w Kownie) – litewski polityk dwudziestolecia międzywojennego, wieloletni premier i lider partii tautininków, szwagier prezydenta Smetony.
W 1908 roku ukończył agronomię na politechnice w Rydze, po czym pracował jako nauczyciel. W 1915 roku wcielono go do rosyjskiej armii, w 1918 roku powrócił na Litwę, gdzie został członkiem Taryby – odpowiadał za politykę edukacyjną.
11 listopada 1918 roku został mianowany ministrem rolnictwa, a od marca 1919 do czerwca 1920 roku stał na czele resortu oświaty. Powrócił do władzy po wojskowym przewrocie z 17 grudnia 1926 roku, zostając w maju 1927 roku ministrem finansów (będzie nim do marca 1938 roku).
23 września 1929 roku prezydent Smetona powołał go na premiera Litwy, którym pozostał do marca 1938 roku, sprawując ten urząd najdłużej w historii niezależnego państwa litewskiego. Od marca do grudnia 1938 roku kierował ministerstwem rolnictwa, po czym przeniesiono go na stanowisko dyrektora Narodowego Banku Litwy, które piastował do września 1939 roku.
Oprócz polityki zaangażowany w działalność społeczną i gospodarczą: przyczynił się do powstania licznych przedsiębiorstw na Litwie, m.in. Lietukis (1923), Maistas (1925), Lietuvos cukrus, Parama i Pienocentras (1926).
Został odznaczony m.in. estońskim Orderem Krzyża Orła I klasy (1932).